# タニー山口
タニー山口（タニーやまぐち）は、日本の声優、舞台俳優。劇団☆新感線所属。

## 人物
- 芸名の由来は「顔が谷みたいな顔をしているから」という理由からきている。

## 出演作品

### 舞台
- スサノオIII

### ゲーム
- リアルバウト餓狼伝説2 （リック・ストラウド）

### ドラマCD
- REAL BOUT 餓狼伝説2 THE NEWCOMERS